# Sage Derby

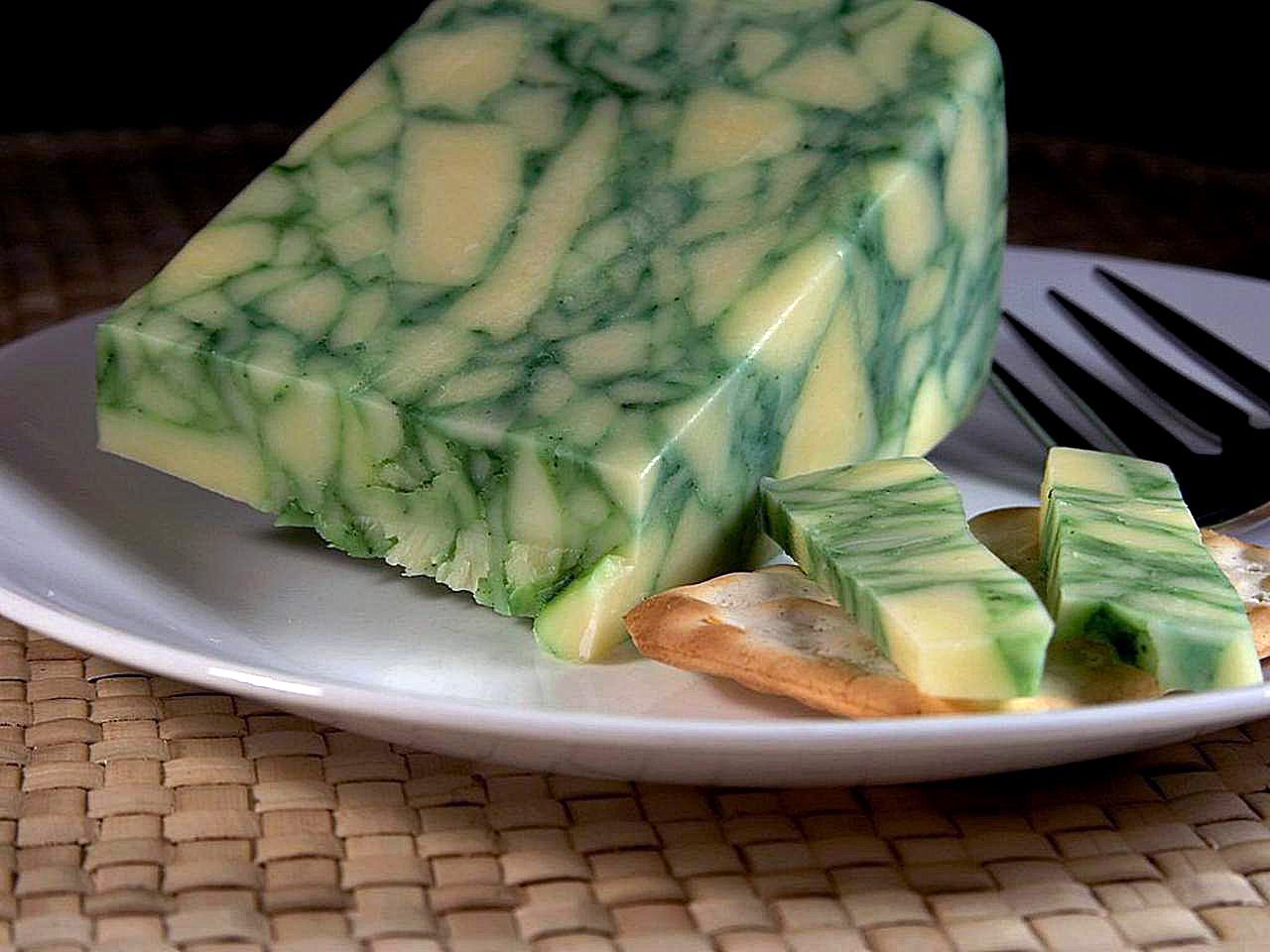
Sage Derby, ein mit Salbei aromatisierter englischer Käse

Sage Derby ist ein Cheddar-artiger Kräuterkäse, dem in der Herstellung Salbeiblätter zur Geschmacks- und Farbgebung zugefügt werden. Er erhält dadurch eine grüne Marmorierung. Dieser Käse reift circa zwölf Wochen und ist mild wie Cheddar.
Sage Derby ist einer der ältesten Käsesorten Großbritanniens und einer der wenigen Käse, denen der Zusatz, hier der Salbei, schon während der Herstellung und nicht in einem späteren Stadium zugefügt wird. 
Der Brauch, dem Käse Salbei zuzusetzen, stammt aus dem 17. Jahrhundert, als man herausfand, dass der Salbei gut für die Gesundheit ist.
Sage Derby wurde ursprünglich in der Erntezeit und zu Weihnachten gegessen. Als farbenfroher Käse macht er sich gut auf einer Käseplatte. Er wird auch zum britischen „ploughmans meal“ gereicht, weil er gut für die Verdauung sein soll.